# 偽書ゲッターロボ ダークネス
『偽書ゲッターロボ ダークネス』（ぎしょゲッターロボ ダークネス）は、永井豪・石川賢原作、西川秀明作画による日本の漫画。『ヤングアニマル嵐』（白泉社）にて連載された。

## 概要
『ゲッターロボ』の名を冠した作品。
本作では、原作『ゲッターロボ』と同名の登場人物達が登場しているが、キャラクターの設定なども原作とは大きく異なる。特に歴代ゲッターチームの紅一点はジャガー号/ゲッター2のパイロットとなることが多かったのに対し、今作ではベアー号のパイロットとなっている。また、用語や世界観に西川自身の作品である『Z MAN』との共通性がみられ、他のゲッターロボ作品と趣きを異にした作風を見せる。他のゲッターロボサーガとの関連性は現在のところ不明となっている。
当初、『月刊マガジンZ』（講談社）に2008年（平成20年）9月号から2009年（平成21年）1月号にかけて、『偽書ゲッターロボDASH』（ぎしょ ゲッターロボ ダッシュ）の題名で連載されたが、2009年（平成21年）3月号での同誌の休刊が決定したため、連載は全5回でストーリーの導入部分を描いたのみで終了、後に白泉社より「偽書ゲッターロボ ダークネス 始動編」として単行本化。『ヤングアニマル嵐』2009年（平成21年）7号より、『偽書ゲッターロボ ダークネス』へタイトルを改め再開。それに先駆けて6号では付録に『DASH』第1話が「『ダークネス』のエピソード.0」として再録され、本誌に本編の予告編にあたる「エピソード0.5」が掲載された。2012年（平成24年）2号で「第一部完」扱いで休載に入り、同号誌上で2012秋から冬頃の連載再開が予告されていたが、2014年（平成26年）10号誌上において、単行本第4巻が最終巻となることが告知された。
掲載が少年漫画誌から青年漫画誌になったことで、『DASH』時代には無かった性的描写が多数盛り込まれることになった。
タイトルが「ダークネス」に変更されてからのキャッチコピーは、「ああ…なんて卑しいゲッターなんだ…」。

## ストーリー
8年前、1人の科学者によって引き起こされた浅間山麓の爆発事件によって、日本は全てが蕩けてしまった。
そして現代、世界各地では、ゲッター線を浴びて異形の怪物となりその力におぼれてしまった人間達の成れの果てである『イデア』が、暴虐の限りを尽くし、政府に見捨てられてしまった人間達も、「ゲッター線照射障害」により、他の生物や機械と融合してしまっていた。
しかしそんな中、イデアの襲撃に怯える人々の前に現れた少年・了（リョウ）は、仲間のハヤト、ムサシと共に、『GETTER（奪還者）』として巨大ロボット・ゲッターロボに乗り込み、奪われた全てを取り戻すべく、イデアに立ち向かう。

## 登場人物

### GETTER（奪還者）

#### チーム・ゲッター
ゲットマシンとゲッターロボの操縦を担当する3人を指す。
了（リョウ）
主人公。イーグル号及びゲッターIのパイロットを務める少年で、チーム・ゲッターのリーダーも兼任する。
野性味溢れる外見をしており、大喰らいで無鉄砲だが、イデアに臆する事無く立ち向かう熱い心と勇気の持ち主。両腕が機械化された半サイボーグであり、その素手のパワーはイデアを簡単に引き裂いてしまう程強力である。ゲッターロボの操縦は彼のみサイボーグ化された腕の動作と連動しており、またその所為でマニュアルを読んでいなかったため、『始動編』では最後までゲッターIは徒手空拳のみで戦っていた。
両腕の義手はアンチ・ゲッター線増幅装置の接合核パーツであり、アンチ・ゲッター線は了の肉体を巡り増幅される。アンチ・ゲッター線は人間の感情、主に「怒り」に強く反応するため、了の激しい怒りがゲッターロボを漆黒のゲッターへと変異させる。敷島博士曰く「了は名実共にゲッターロボと一体になる」。了がチーム・ゲッターのリーダーであるのはこれらの理由による。
作中で指摘されることは無いが、かなり背が低い。前述の通り大喰らいで、食事の際は1人だけ朝からカツ丼や天丼を食べている。食べ物を粗末にする奴は許さない性格。
経緯は不明だが、ゲッターIに酷似したアンチ・ゲッターのシンボルが目に浮かぶようになっている。
オリジナルは、『ゲッターロボ』の流竜馬（ながれ りょうま）。
ハヤト
ジャガー号及びゲッターIIのパイロットを務めるビジュアル系の美青年。推定年齢は本編の3年前の時点で18～20歳。
了とは対照的にクールでキザな性格だが、了と同様に大人しい性格とは言えず、ちょっとした理由で了といがみ合うこともしばしば。ゲッターロボが空を飛べるのは、ゲッターI形態の時だけであることに不満を持っている。何かに驚いた場合は「ドワオ」と叫ぶのが口癖。白兵戦時には、内部に爆弾を仕込んだ針状の回転鋭角であるドリルニードルを使用して戦う。
ゲッターにおける戦闘スキルは3人中トップクラスで、3人の中では最もリーダーに相応しいのだが、“覚醒”し、暴走状態に陥ると全く手がつけられなくなる。そのため、精神安定剤のカプセルを随時服用している。また、戦闘中の暴走に備え、ジャガー号及びゲッターIIのコクピットには他の機体から遠隔操作で起動する拘束装置と液体型精神安定剤注入機が用意されている。
彼の脳には「革命の針」と言うものが撃ち込まれている。これは本来20～30％しか使われない人間の脳を100％機能させる効果があり、それによって知力、体力、精神力、治癒力などあらゆるスキルが爆発的に向上している。大災害で全てを失った際、偶然にも革命の針を手に入れたハヤトは「革命を起こす力」を手に入れるために迷う事無く針を使用した。しかし針の副作用として、殺人や破壊衝動などの原始的な欲求も活性化されてしまうため、暴走が起きてしまう。しかも精神はどんどん安定しなくなってきており、不用意な一言を吐いた民間人や、それを制止したムサシのベアー号にまで攻撃を加えるようになる。アベルト戦でも暴走しかけるが、了に額を殴られたことでアンチ・ゲッター線の力により革命の針を破壊され、暴走状態を克服。額にアンチ・ゲッターのシンボルが出現して精神が安定するようになる。それに伴い、食べ物をうまいと感じることができるようになったらしく、了と一緒にお替りをするようになった。ただし、精神安定剤への依存は変わらず、ふりかけのごとくご飯にかけている。
劇中より3年前までは「ハヤトの軍」と言う反社会革命組織を率いては権力に溺れた者達を抹殺していた。しかしイデア達に同士を皆殺しにされ、自身も窮地に立たされた際に了に助けられ、その後チーム・ゲッターに加入し現在に至る。
それ以前の経歴は不明だが、一コマだけ描かれた過去の回想では両親に抱かれる姿やバスケットボールをしている姿があり、大災害以前は「普通」の少年であった事が示唆されている。
オリジナルは、『ゲッターロボ』の神隼人（じん はやと）。
ムサシ
ベアー号及びゲッターIIIのパイロットを務める美少女。敷島の台詞によると16歳。髪型はツインテール。
常識人で優しい性格。真面目さ故にいつも了とハヤトと敷島の暴走に苦労している。了とハヤトの喧嘩を止めるのは、もっぱらムサシの担当。しかし、イデアの虐殺行為には憎悪の感情を隠さない。達人には尊敬の念を抱いており、頼りにされると喜ぶ。かなりの巨乳で、時折敷島博士に揉まれる事も…。
3人の中でただ1人、戦闘時にはパイロットスーツを着用する。ハヤトが暴走した際の拘束装置の起動は彼女が担当している。他の2人に比べると非力なので、白兵戦時にはレーザー機銃を用いて戦う。しかし胸を揉まれるなどして本気でキレると、了やハヤトすらも容易くぶちのめしてしまう。
その正体は、科学者イデア・イオナスが造り出した、数多の人間の女性をバラバラにして各部位の最高のものを繋ぎ合わせた生体アンドロイド「血肉の君」で、名の由来は634番目に造られたことから。本来、「血肉の君」は意思を持たない愛玩具だが、ムサシは意思を持ってイオナスを否定したために廃棄された。これを知るのは達人のみである。こうした出生から身体能力も高いようで、達人が退いた後のベアー号のパイロットを務める。
オリジナルは、『ゲッターロボ』の巴武蔵（ともえ むさし）だが、本作での性別や外見、性格はまったく別である。

#### 他スタッフ
早乙女 達人（さおとめ たつひと）
GETTERの司令官。巨大万能空母であるゲット・ボマーにて、チーム・ゲッターの指揮を執る。『始動編』最終話にてイデアの誕生に関係している早乙女賢の息子であると判明。ムサシの過去と正体を知る唯一の人物。
かつてはゲッターIIIのパイロット兼チーム・ゲッターのリーダーとして、了やハヤトとともにイデアと戦っていた。しかし、彼らと違い生身の人間であるため、ゲッターロボの性能に身体が耐えられず、戦闘の度に苦痛とダメージでその身を蝕まれていった。
そして、マリアナ諸島でのイオナスとの戦闘の際、ついに身体の限界を越えてしまい、大量の吐血と共に意識を失って合体に失敗、ベアー号ごと敵に鹵獲されてしまった。
要塞イデア”ラ・ムー”からムサシと共に辛うじて脱出に成功したものの、それ以降はベアー号をムサシに託して前線を退き、指揮官として物心両面からチームを支えている。
ゲッターロボを乗りこなす事こそ叶わなかったものの、彼自身の努力もあって、あらゆる面において突出した能力を獲得している。その結果、素手で下級イデアをなぎ倒し、剣をとってはイオナスを完全に圧倒するなど、凄まじいまでの戦闘能力を持っている。
なお、両目を縦に割る顔の傷は、捕らわれた際にイオナスに付けられたもの。
オリジナルは、『ゲッターロボ』の早乙女達人。
敷島博士（しきしま はかせ）
ゲッターロボの開発者である老人。世界的に有名な科学者で、世界一の武器・兵器開発者。最強の兵器を造る事を生きがいとし、自らの生み出したゲッターロボを『究極の殺戮兵器』と称する。マッドサイエンティストの面もあり、自分の兵器で惨たらしく殺されることを究極の願いとしている。ハヤト曰く「メルトダウン級のマッドサイエンティスト」。
オリジナルは、『ゲッターロボ』の敷島博士。他のキャラクターと異なり、外見と性格に大きな変化は見られない。また、上記の「究極の願い」も原作に沿っている。

### イデア中枢
早乙女 賢（さおとめ けん）
8年前の事件の元凶で、イデア誕生に大きく関わったとされる人物。イデア達から「光の創造主」と崇められている。なお、『始動編』最終回での早乙女達人のモノローグにて、達人の父親であることや、娘にミチル、息子に元気が居ることが判明しているが、『始動編』ではシルエットのみの登場で『ダークネス』にて顔が描かれた。
『ダークネス』第3話で女イデア・アスタルテの口からその目的が判明。最終目的は宇宙へ行き、ゲッター線の源へ行くこと。そのための「体」 にゲッター線が足りないため、イデアたちは人類を捕獲し同志となる適正のある人間を集め、ゲッター線を集める手足としていた。なお、宇宙に行くための「体」はシルエットで登場しているが、一部が描かれ、いたる所にゲッターロボGの各形態の顔がある等、『真ゲッターロボ』や『新ゲッターロボ』に登場したゲッター聖（セイント）ドラゴンを思わせる形状をしている。
物語が未完に終わったため8年前の事件の詳細は描かれることはなかったが、単行本最終巻巻末に掲載されたデザイン画に書いてある設定案によれば、元々は次世代エネルギーとしてゲッター線を研究する善良な科学者だったが、それを狙う某国の破壊工作によって早乙女研究所が大破し博士は重傷を負うが、ゲッター線の力で蘇る。そのため自らがゲッター線に選ばれたと確信したのが事の始まりとのこと。
オリジナルは、『ゲッターロボ』の早乙女博士（さおとめ はかせ）。また、下の名前が出たのは本作が初めてである。
早乙女 ミチル（さおとめ ミチル）
イデアの司令官クラスに当たると思われる女性。賢の娘で、達人の妹。イデア達から「光の御方様」と崇められている。『始動編』で通信越しにだが姿を見せた他、仲間達に嬲り殺しにされかけたアスタルテを助けた。
オリジナルは、『ゲッターロボ』の早乙女ミチル。
早乙女 元気（さおとめ げんき）
イデアの最高幹部に当たると思われる少年。賢の息子で、達人の弟。
オリジナルは、『ゲッターロボ』の早乙女元気。

## イデア
イデアとは、8年前の事件の際に出現した人間とも動物ともつかない異形の怪物達のことである。その性質は極めて凶悪かつ凶暴で欲望に忠実。更に人間を捕まえては自分の快楽のために痛めつけ続け、女性にはこれに凌辱が加わり、飽きると虐殺してしまう。そんなイデアを人々は悪魔と畏怖していた。彼らは事件の際、誕生した生命体、あるいは宇宙からきた未知の生物という説もあったが、『偽書ゲッターロボ ダークネス始動編』にてその正体は知力・体力・精神力、特に生命力の高い人間がゲッター線によって突然変異を起こし、その力に溺れて変わり果てた姿であることが判明した。また事件の元凶である早乙女賢はイデア達から「光の創造主」と崇められており、彼の命令で「人間採集」や自分の欲望と快楽のための蛮行を繰り返している。なおイデアは体のどこかにゲッターIを連想させる紋章があるのが特徴になっている。その社会構造は弱肉強食で、力こそが唯一無二の掟であり人間やゲッターに敗れた場合は有無を言わさず同族に殺されてしまい、大幹部である上級イデアさえも例外ではない。

### 登場イデア
アバドン
大幹部イデアの1人にあたると思われる巨大イデア。金属製の巨体の中心に髭面の人間態の顔を有している。

エリゴル
大幹部イデアの1人にあたると思われる女性型巨大イデア。顔には両目しか存在しない。背中から産み出す「死喰い蟲」で聖地に逃げ帰ったアスタルテを嬲り殺そうとした。

バルベリト
上級イデアの1人である美形の人間大イデア。常に三角巾状の頭部を有する半人半馬の騎士型巨大イデアロボに搭乗して行動する。
ザンギ
始動編第1話に登場した巨大イデア。両肩の竜から放つ摂氏3800度のマグマ・ブレスで敵を攻撃する。東京で部下を使ってイデアの支配に従わぬ人間を虐殺していたが、了に部下を殺されたことに激昂し、復讐のために自ら了に襲いかかったところをゲッターIIに阻止され、ゲッターIによって両肩の竜をもぎ取られ、叩き殺される。
ゾブリ
始動編第2話〜第5話に登場。人間大のイデア。常に円盤型の超巨大イデアに登場して行動しており、その中に人間採集用のタンク型イデアロボや、高速移動を得意とする戦闘型の巨大イデアを自らの部下として多数積載している。ニューヨークでイデアになる素質のある人間を採集していたが、捕らえた人間全員を素質なしとしてミンチにした。その後、ゲッターIIによって部下が皆殺しにされると「発展的撤退である!」と言い訳しながら逃亡。追撃して来たゲッターを円盤の一部を切り離し自爆させるなどして撒こうとするが、海中に逃げ込んだ所でゲッターIIIのゲッターミサイルに船体を破壊され、ゲッター・トルネードでとどめを刺される。
ズジ
エピソード1に登場した巨漢の人間大イデア。了曰く「トサカチキン」。廃墟のなかで女を犯し、殺していた所にチーム・ゲッターが登場。部下を血祭りにされ、巨大イデアロボと融合するも、あっさりとゲッターIにトマホークで切り刻まれ、ゲッターIに人間大の本体を握りつぶされて死亡。命乞いをしたり、開き直ったりと醜い最期だった。
ズジのイデアロボ
アニメ版『ゲッターロボG』のオープニングに登場する百鬼ロボット「妖剣鬼」に酷似した外見を持ち、頭頂部にズジが融合している。側頭部の2本の角を投擲してゲッターIを倒そうとするが、あっさりとゲッタートマホークで本体もろとも切り刻まれた。
アスタルテ
上級イデアの1人。エピソード3から登場している女性型人間大イデア。かなり淫乱で、仲間のイデア達から快く思われていなかったらしい。
巨大イデアロボ・アスタルティアを複数有する。
アスタルティアを自爆させて半径5km以内を消滅させた後、変身して生存者を装い、生存者の捜索に来た了の生命力を搾り取ろうとして失敗。自らアスタルティアに搭乗してゲッターIと戦い、圧倒的優位に立つも、漆黒のゲッターには敵わず、アスタルティアを棄てて逃亡する。聖地に逃げ帰った際、仲間のイデア達に虐殺されかけるが、早乙女ミチルに救われる。
アスタルティア
球状の移動形態と女性型の戦闘形態に変形可能で、戦闘形態では身軽な動きでの格闘戦と右腕から放つ光弾で敵を攻撃する他、両肩の巨大光線砲で、ゲッタービームと撃ち合った。作中に2機登場した。
1機目は移動形態のままで、被災者128人を襲撃、自衛隊を一蹴したが、ゲッターIが登場した途端に自爆した。2機目は、戦闘形態に変形してゲッターIと戦い、圧倒的優位に立つも、漆黒のゲッターには敵わず、アスタルテは頭部を分離して逃亡。それ以外は爆発した。
グール・ザザ
エピソード10に登場した人間の頭部のような形態の巨大イデア。左腕に3本装備された先端にドリルがついた鋼鉄の鞭をマッハ3の速度で振り回し敵を打ちのめし、背中から放つミサイルで止めを刺す。他にも右腕に巨大な3本の爪を有している。ロンドンを蹂躙し、ゲッターIを窮地に追い込むが、ゲッターIIに左腕の鞭を搦め捕られ、ドリルアームで刺し殺される。その際、ゲッターIIのあまりの残酷さにロンドン市民が「悪魔」とつぶやいたのを耳にしたハヤトが暴走し、ロンドン市民を攻撃しようとした上に、それを止めようとしたムサシまでも攻撃したため、ベアー号が深いダメージを負ってしまう。
アベルト
エピソード11からエピソード17までに登場した人間大イデアで、アバドンの直属の部下。この世の全てを「ゲッター線の力に比べれば矮小」だと考えている。嘗ては「阿部」と名乗ってハヤトの軍に潜り込んでいた。
巨大イデアロボ・マヲウ鬼と融合してゲッターIIに戦いを挑むも、了のアンチ・ゲッター線で革命の針を破壊されてパワーアップしたハヤトにマヲウ鬼を破壊され、ゲッターにマヲウ鬼の本体と融合した下半身をはさまれた挙句、ハヤトのドリルニードルで残酷に殺された。
マヲウ鬼
数十万個の細胞レベルの小型ドリルに分離することで、巨大ドリルに変形して敵を攻撃する能力や、弾丸のようにドリルを飛ばして敵を攻撃する能力を有する。
上記の能力とゲッターIIより素早い動きでゲッターIIを翻弄するも、了のアンチ・ゲッター線でパワーアップしたハヤトのゲッターIIのドリル・ワームと奪還者の幻影（ゲッターヴィジョン）に全ての小型ドリルを破壊された。
マヲウ鬼のオリジナルは、『ゲッターロボG』の百鬼ロボット・魔王鬼だが、上記の巨大ドリル形態は、『真ゲッターロボ 世界最後の日』に登場した真ドラゴン最終形態の「真ライガー」に酷似している。
イオナス
エピソード17から登場している人間大イデアで、自らを「美しき天才」と称しているが、その実態は醜悪な顔つきをしている。
島ほどの大きさを持つ超巨大魚型要塞イデア「ラ・ムー」の背面に、ドームで覆われた豪華な宮殿都市を作り上げ、そこを拠点に部下のイデア達に多数の女性を捕獲させ、その女性達のパーツから愛玩用人造人間『血肉の君』を創り出していた。ムサシをその最高傑作として作ったものの、その浅ましさと醜さをののしられたことで廃棄するにいたった。
モデルは石川賢の漫画『スカルキラー邪鬼王』に登場するムー帝国皇帝ルイ・イオナ十八世。

## 登場メカ
ゲッターロボ
本作では敷島博士が開発したとされている。3機のゲットマシンが合体するなどの基本設定は原作と同一。外見は原作での初代ゲッターロボのリファインだが、OVA等で用いられる原作漫画版ではなく、昭和アニメ版のデザインがベースとなっている。ゲットマシンの名称は原作通り、1号機はイーグル、2号機はジャガー、3号機はベアーである。原作と異なり合体形態に入る数字はアラビア数字ではなく、ローマ数字となっている。エネルギー源は「アンチ・ゲッター線」。
ゲッターI
イーグル号、ジャガー号、ベアー号の順で合体した空戦形態。
マント型ウイング「ゲッターウイング」で空が飛べる唯一の形態であるため、ゲット・ボマーから発進するときは、飛行中にこの形態に合体してさらに加速する。この機体のみ操縦がレバー式ではなく、了のサイボーグ化された両腕の動作と連動している。了がマニュアルを読んでいなかったため武器の存在を知らず徒手空拳のみで戦っており、始動編では最終回で初めてゲッタートマホークを使用した。その時にはゲッタービームは使わなかったが、本編のエピソード8にて初めてゲッタービームを使用し、巨大イデアロボ・アスタルティアを撃破した。しかしパイロットのアスタルテはその際、脱出しておりアスタルテ本人を倒すには至らなかった。
ゲッターII
ジャガー号、ベアー号、イーグル号の順で合体した陸戦形態。
スピードに特化している面は変わらないが、原作のゲッター2が白かったのに対し『ゲッターロボG』のゲッターライガーと同じ「青い」ゲッターである。武器は左腕のドリルアーム以外にも、右腕ペンチアーム内の発射口から発射する触手型ドリル「ドリル・ワーム」、ジャガー号単体のときに先端から発射されるドリルミサイル「ドリル・バイパー」など、原作のゲッター2に比べ、武装が充実している。
ゲッターIII
ベアー号、イーグル号、ジャガー号の順で合体した海戦形態。
下半身がキャタピラだった原作のゲッター3とは違い、接地面の無い潜水艦風の下半身に上半身が生えており、両肩の上部には必殺技の「ゲッター・トルネード」を放つためのタービン状のスクリューが装備されている。
外見は他の形態に比べ原作のゲッターロボから掛け離れた姿をしている。機能的には、より水中戦に特化した形態となっているともいえる。
漆黒のゲッター（GETTER ROBO DARKNESS）
巨大イデアロボ・アスタルティアとの戦いの際に、全身にダメージを受けたゲッターIが全身に「アンチ・ゲッター線」を巡らせることで、黒く変色した姿。口にあたる部分は、フィルターごしに見えていた牙が、フィルターが無くなったことで完全に牙が見える様になった。そして、口を開くとまるで鬼か悪魔を連想させるような恐ろしい形相になり、冷酷かつ残忍なイデアであるアスタルテをも震え上がらせた。腹部に「アンチ・ゲッター線」を集中させることで、強大な破壊力をもつゲッターロボ最大最強の武器である「ゲッタービーム」を放つことができる。
敷島博士は、「アンチ・ゲッター線」は人間の強い感情、特に怒りに強く反応して変化すると説明しており、了の強い怒りがゲッターIを漆黒のゲッターへと変異させたことが示唆されている。
ゲット・ボマー
チーム・ゲッターが拠点とする全長450ｍの万能移動要塞。イデアの攻撃を避けるため、常に海底の深度500mのところで待機しており、ゲットマシンやスカイ・ホエールを発射した後は、直ぐに再潜行する。
ゲットマシンを迅速に現場に送るために敷島博士が開発した第6世代エネルギー「プラズマ・ボムズ」を使用したスーパーレールガン・「プラズマ・シューター」を装備している他、ゲットマシンを回収するための無人回収艇「スカイ・ホエール」やシューターが使えないときにゲットマシンを送るための輸送機「ゲット・ブースター」を搭載している。
また、敷島博士が特殊戦闘ゴーグルを装着することにより、要塞中のメカとリンクさせることが可能で、彼の意思でミサイル等の武装が一斉発射できるようになっている。
アンチゲッター線を使用したステルスを搭載しており、イデアには発見することができないらしい。
スカイ・ホエール
ゲッターロボやゲットマシンが大破して、チーム・ゲッターが自力でゲット・ボマーに帰還できなくなったときに出動する鯨型の無人回収艇。ハッチ部分に「アンチ・ゲッター線」の紋章がデザインされている。
スカイ・ホエールのオリジナルは、『真ゲッターロボ 世界最後の日』にゲッターチームの移動基地として登場する巨大メカ・クジラ。
ゲット・ブースター
チーム・ゲッターが自力で敵地に赴けないときにゲット・ボマーから分離される無人輸送機。到着後すぐに先端からゲットマシンが発射される。
イデアロボ
幹部クラスのイデアが有する戦闘用の巨大イデアのこと。イデアには巨大な体を有する者もいるが、人間とほぼ同じ大きさのイデアは、このイデアロボに搭乗して、ゲッターロボと闘うことになる。
また、イデアの有するイデアロボの中には、『ゲッターロボG』に登場した百鬼ロボットや『ゲッターロボ號』に登場したメタルビーストと酷似している物もある。

## 本作におけるゲッター線
本作におけるゲッター線は「ゲッター線」と「アンチゲッター線」の2種類がある。
劇中における早乙女ミチルの台詞ではゲッター線によって生まれたイデアが「光のゲッター」であり、アンチゲッター線で動くゲッターロボは「闇のゲッター」とされ、互いが敵対するのは宿命との設定。
アンチゲッター線は人間の怒り等の強い負の感情に反応する。本作のアンチゲッター線が『ゲッターロボ デヴォリューション -宇宙最後の3分間-』と同一の存在かは不明。

## 書誌情報
- 西川秀明 『偽書ゲッターロボ ダークネス 始動編』白泉社〈ジェッツコミックス〉、全1巻

1. 2009年9月5日発行（2009年8月28日発売） ISBN 978-4-592-14500-4

- 西川秀明 『偽書ゲッターロボ ダークネス』白泉社〈ジェッツコミックス〉、全4巻

1. 2010年5月5日発行（2010年4月28日発売） ISBN 978-4-592-14671-1
2. 2011年2月5日発行（2011年1月28日発売） ISBN 978-4-592-14672-8
3. 2011年11月5日発行（2011年10月28日発売） ISBN 978-4-592-14673-5
4. 2014年12月5日発行（2014年11月28日発売） ISBN 978-4-592-14674-2